# David Del Tredici
David Del Tredici (16. března 1937 – 18. listopadu 2023) byl americký hudební skladatel. Začínal ve dvanácti letech jako klavírista. Hru na tento nástroj později studoval na Kalifornské univerzitě v Berkeley. Již v sedmnácti debutoval se Sanfranciskou symfonií. V roce 1964 se v Tanglewoodu seznámil s Aaronem Coplandem, se kterým se přátelil až do jeho smrti v roce 1990. V roce 1980 byl oceněn Pulitzerovou cenou za hudbu. Vedle klasické hudbě složil také několik rockových a folkových skladeb. Často se nechával inspirovat literaturou, například dílem Lewise Carrolla (Alenka v říši divů).
Rovněž se věnoval pedagogické činnosti na Bostonské univerzitě, Yaleově univerzitě a Juilliardově škole. Byl gay. Ke konci života bojoval s Parkinsonovou nemocí, zemřel v 86 letech ve svém bytě na Manhattanu.